# Phoebe concinna
Phoebe concinna är en skalbaggsart som beskrevs av White 1856. Phoebe concinna ingår i släktet Phoebe och familjen långhorningar. Inga underarter finns listade i Catalogue of Life.